# Over the Hills and Far Away (chanson de Led Zeppelin)
 (novembre 2016).
Si vous disposez d'ouvrages ou d'articles de référence ou si vous connaissez des sites web de qualité traitant du thème abordé ici, merci de compléter l'article en donnant les références utiles à sa vérifiabilité et en les liant à la section « Notes et références ».
Pour les articles homonymes, voir Over the Hills and Far Away.
Singles de Led Zeppelin
Rock and Roll / Four Sticks D'yer Mak'er / The Crunge
Pistes de Houses of the Holy
The Rain Song
(2) The Crunge
(4)
Over the Hills and Far Away est une chanson du groupe britannique de hard rock Led Zeppelin parue en single avec en face B Dancing Days, et sur l'album Houses of the Holy sorti en 1973.
La chanson peut être divisée en deux parties : la première acoustique où le chant de Plant est très doux, la seconde électrique, presque hard rock, où le chant est beaucoup plus puissant. Les paroles feraient référence au Seigneur des anneaux de J. R. R. Tolkien.